# United States Transportation Command
Lo United States Transportation Command (USTRANSCOM) è uno degli 11 Unified Combatant Command del Dipartimento della difesa degli Stati Uniti d'America. Il quartier generale è situato presso la Scott Air Force Base, Illinois.

## Componenti di Servizio
- Air Mobility Command
- Military Sealift Command
- Military Surface Deployment and Distribution Command